# Неверовское сельское поселение
Неверовское се́льское поселе́ние — муниципальное образование в Таврическом районе Омской области Российской Федерации.
Административный центр — село Неверовка.

## История
Статус и границы сельского поселения установлены Законом Омской области от 30 июля 2004 года № 548-ОЗ «О границах и статусе муниципальных образований Омской области».

## Население
| 2010  | 2011  | 2012  | 2013  | 2014  | 2015  | 2016  |
| ----- | ----- | ----- | ----- | ----- | ----- | ----- |
| 2008  | ↗2014 | ↗2029 | ↗2097 | ↘2073 | ↗2094 | ↘2081 |
| 2017  | 2018  | 2019  | 2020  | 2021  | 2023  |       |
| ↗2093 | ↘2082 | ↘2026 | ↘2009 | ↘1940 | ↘1914 |       |

## Состав сельского поселения
| № | Населённый пункт | Тип населённого пункта       | Население |
| - | ---------------- | ---------------------------- | --------- |
| 1 | Андреевка        | деревня                      | ↘155      |
| 2 | Зелёное Поле     | деревня                      | ↘286      |
| 3 | Коянбай          | аул                          | ↗415      |
| 4 | Муртук           | деревня                      | ↘113      |
| 5 | Неверовка        | село, административный центр | ↗1039     |